# Čebovce
Čebovce (in ungherese Csáb, in tedesco Tschaab) è un comune della Slovacchia facente parte del distretto di Veľký Krtíš, nella regione di Banská Bystrica.

## Storia
Il villaggio fu menzionato per la prima volta nel 1330 con il nome di Chaab. All'epoca apparteneva ad un ramo della potente famiglia degli Zichy. Dal 1938 al 1945 venne annesso dall'Ungheria.